# Bästa kramgoa låtarna
Bästa kramgoa låtarna är ett samlingsalbum av Vikingarna, utgivet den 27 maj 2004. Den toppade den svenska albumlistan den 4-11 juni 2004. Den 3 juli samma år gjorde bandet sin avskedsspelning i Arvika.

## Låtlista
1. Kan man älska nå'n på avstånd
2. Jackpot
3. Du gav bara löften
4. Den stora dagen
5. Hallelujah
6. Jag minns det som igår
7. Leende guldbruna ögon
8. Änglasjäl
9. En vän som du
10. Vi lever nu
11. I kväll
12. Sju ensamma kvällar
13. Du gav mej ljusa minnen
14. Mississippi
15. Varma vindar
16. Liljor
17. Du är min sommar Marie
18. Livet går ej i repris
19. Gå inte nu
20. En vissnad blomma
21. My Way
22. Nyanser
23. Ljus och värme (Lys og varme)
24. Djingis Khan (Dschinghis Khan)
25. Jag har en dröm
26. Lördagsafton
27. Love Letters in the Sand
28. Håll mig hårt
29. På världens tak (Top of the World)
30. Du försvann som en vind
31. Är du ensam i kväll
32. Höga berg, djupa hav
33. Tre röda rosor
34. För dina blåa ögons skull
35. Skomakar-Anton
36. Ett liv i kärlek
37. Om du var här hos mig
38. Hallå
39. Våran lilla hemlighet
40. Du får mig att längta hem
41. Till mitt eget Blue Hawaii
42. Tack och farväl

## Listplaceringar
| Lista (2004-2005) | Topplacering |
| ----------------- | ------------ |
| Danmark           | 1            |
| Finland           | 1            |
| Norge             | 1            |
| Sverige           | 1            |

### Fotnoter
1. ↑  Michael Nystås (20 april 2004). ”Ingen kommer missa Vikingarnas avsked” (på svenska). Nöjesbladet. https://www.aftonbladet.se/nojesbladet/a/zLEPAO/ingen-kommer-missa-vikingarnas-avsked. Läst 12 januari 2004.
2. ↑  Bästa kramgoa låtarna på Svensk mediedatabas
3. ↑  Fredrik Svedjetun (4 juli 2004). ”Tack för dansen, Christer” (på svenska). Nöjesbladet. https://www.aftonbladet.se/nojesbladet/musik/a/EoQMM5/tack-for-dansen-christer. Läst 12 januari 2023.
4. ↑  ”Bästa kramgoga låtarna”. Danishcharts. Arkiverad från originalet den 11 mars 2016. https://web.archive.org/web/20160311014348/http://danishcharts.com/showitem.asp?interpret=Vikingarna&titel=B%E4sta+kramgoa+l%E5tarna&cat=a. Läst 16 november 2012.
5. ↑  ”Bästa kramgoga låtarna”. Finnishcharts. http://finnishcharts.com/showitem.asp?interpret=Vikingarna&titel=B%E4sta+kramgoa+l%E5tarna&cat=a. Läst 16 november 2012.
6. ↑  ”Bästa kramgoga låtarna”. Norwegiancharts. http://norwegiancharts.com/showitem.asp?interpret=Vikingarna&titel=B%E4sta+kramgoa+l%E5tarna&cat=a. Läst 16 november 2012.
7. ↑  ”Bästa kramgoga låtarna”. Hitparad. http://swedishcharts.com/showitem.asp?interpret=Vikingarna&titel=B%E4sta+kramgoa+l%E5tarna&cat=a. Läst 16 november 2012.